# ラッセル・マローン
ラッセル・マローン（Russell Malone、1963年11月8日 - 2024年8月23日）は、アメリカ合衆国のジャズ・ギタリスト。1988年にジミー・スミスのバンドで演奏し、1990年代を通してハリー・コニック・ジュニアやダイアナ・クラールと共演した。 

## 略歴
アメリカ合衆国ジョージア州オールバニ生まれ。4歳の時に母親が買ったおもちゃのギターを弾き始めた。B.B.キングやザ・ディキシー・ハミングバーズの影響を受けている。また12歳のときにジョージ・ベンソンがベニー・グッドマンとテレビで演奏するのを見たことに大きな影響を受けた。ほとんど独学である。 
1988年以降、マローンはジミー・スミスと2年間過ごした。また1989年以降はハリー・コニック・ジュニアのビッグバンドのメンバーとして世界中で演奏した。1995年から1999年にかけてダイアナ・クラール・トリオのギタリストとなり、ベスト・ボーカル・ジャズ・パフォーマンス賞を受賞した「When I Look in your Eyes」などを含む、3つのグラミー賞にノミネートされたアルバムに参加した。マローンは1990年代後半から2000年にかけて、ピアニストのベニー・グリーンによる『カレイドスコープ』（1997年）、『ジーズ・アー・ソウルフル・デイズ』（1999年）、『Naturally』（2000年）というアルバムの収録に参加した。その後、2人はデュオを結成し、2003年にライブ・アルバムの『デュオ・ライヴ〜ジャズ・アット・ザ・ビストロ』、2004年にスタジオ・アルバムの『ブルーバード』をリリースした。彼らは2007年までツアーを行った。 
マローンはロン・カーター、ロイ・ハーグローヴ、ダイアン・リーヴスとツアーを行い、ケニー・バロン、ブランフォード・マルサリス、ウィントン・マルサリス、ジャック・マクダフ、マルグリュー・ミラー、エディ・クリーンヘッド・ヴィンソンとセッションを行った。1992年に彼の最初のソロ・アルバムをレコーディングし、さらにトリオとカルテットを率いた 。他のゲスト出演には、ヴィブラフォン奏者のボビー・ハッチャーソン、オルガン奏者のロニー・スミス、そしてピアニストのハンク・ジョーンズの90歳の誕生日祝賀コンサートなどがある。2008年10月、カリフォルニア州オークランドのYoshi'sでギタリストのビル・フリゼールとのデュオで演奏した。翌年、マローンはサックス奏者のソニー・ロリンズのバンド・メンバーとなり、80歳の誕生日を祝福した。 
マローンは、2005年9月9日から11日にニューヨークのジャズ・スタンダードでライブ・レコーディングを行い、マックスジャズからのアルバム『Live at Jazz Standard Vol.1』（2006年）および『Live at Jazz Standard Vol.2』（2007年）に収録された。この2枚のライブ・アルバムにおけるカルテットのメンバーは、ピアノ奏者のマーティン・ベヘラーノ、ベース奏者のタシーリ・ボンド、そしてドラム奏者のジョナサン・ブレイクだった。マローンの2010年のレコーディング『Triple Play』（同じくマックスジャズ）では、ベースのデヴィッド・ウォン、ドラムのモンテス・コールマンをフィーチャーした。『All About Melody』ではピアニストのリック・ジャーマンソン、ベーシストのルーク・セリック、そしてドラマーのウィリー・ジョーンズ3世をフィーチャーした。 
2024年8月23日、日本公演ツアー中に死去。60歳没。

## ディスコグラフィ

### スタジオ・アルバム
- 『ラッセル・マローン』 - Russell Malone (1992年、コロムビア)
- 『ウェス・モンゴメリーに捧ぐ』 - Black Butterfly (1993年、コロムビア)
- 『スィート・ジョージア・ピーチ』 - Sweet Georgia Peach (1998年、インパルス!)
- 『ホリー・キャッツ』 - Wholly Cats (1999年、ヴィーナス) ※ラッセル・マローン・カルテット名義、1995年録音[9]
- 『ルック・フーズ・ヒア』 - Look Who's Here (2000年、ヴァーヴ)
- 『ハートストリングス』 - Heartstrings (2001年、ヴァーヴ)
- 『レイ・ブラウン、モンティ・アレキサンダー&ラッセル・マローン』 - Ray Brown Monty Alexander Russell Malone (2002年、テラーク)
- Playground (2004年、マックスジャズ)
- 『ブルーバード』 - Bluebird (2004年、テラーク) ※with ベニー・グリーン
- Triple Play (2010年、マックスジャズ)
- Love Looks Good On You (2015年、ハイノート)
- All About Melody (2016年、ハイノート)
- Time for the Dancers (2017年、ハイノート)[10]

### ライブ・アルバム
- 『デュオ・ライヴ〜ジャズ・アット・ザ・ビストロ』 - Jazz at the Bistro (2003年、テラーク) ※with ベニー・グリーン
- Live at Jazz Standard Vol. One (2006年、マックスジャズ)
- Live at Jazz Standard Vol. Two (2007年、マックスジャズ)